# Louis Halphen
Louis Halphen (París, 4 de febrero de 1880 - Paris, 7 de octubre de 1950) fue un historiador francés, especializado en la Francia medieval.

## Obras de Louis Halphen
- Le comté d'Anjou, XIe siècle, 1906
- L'Histoire en France depuis cent ans, 1914[1]
- Grégoire de Tours, 1920
- Études critiques sur l'histoire de Charlemagne, 1921
- Les Barbares, des grandes invasions aux conquêtes turques du XIe siècle, 1940[2]
- Le Judaïsme en France, 1941
- Introduction à l'histoire, 1946[3]
- Charlemagne et l'Empire carolingien, 1947[4][5]
- L'Essor de l'Europe, XIe-XIIIe siècles, 1948[6]
- À travers l'histoire du Moyen Âge, 1950[7]
- Initiation aux études d'histoire du Moyen Âge, 1952

## Obras sobre Louis Halphen
- Mélanges d'histoire du moyen âge dédiés à la mémoire de Louis Halphen, membre de l'Institut, professeur à la Sorbonne, Paris, 1951.
- Eintrag Louis Halphen in: Lexikon der Geschichte, Orbis verlag, 2001, ISBN 3-572-01285-6.